# Kinh tế Qatar

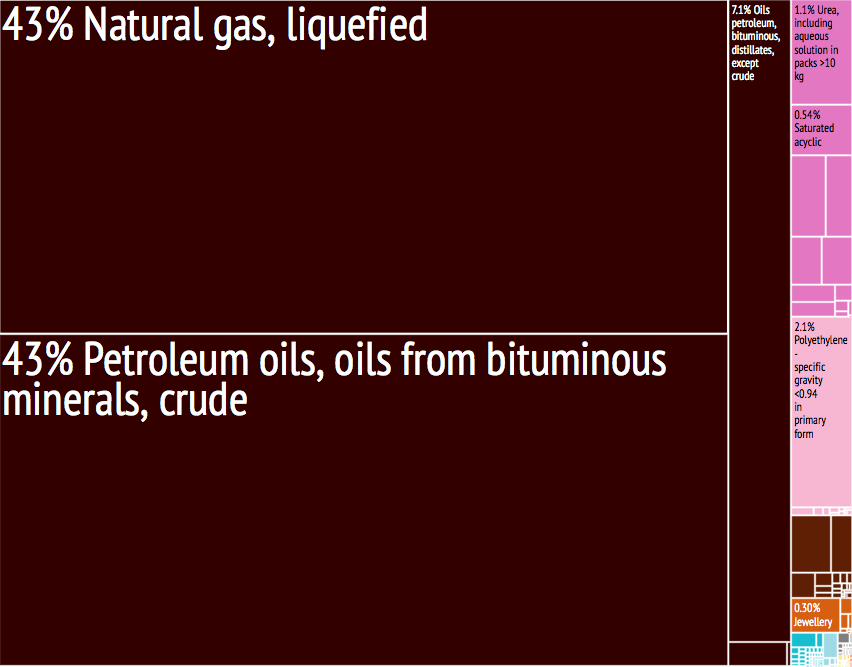
Bản đồ xuất khẩu của Qatar

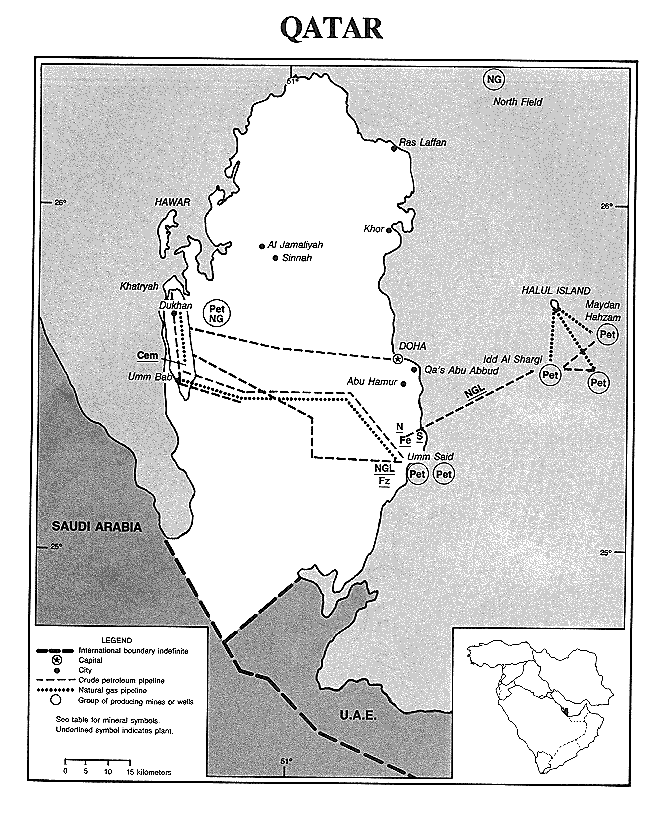
Bản đồ biểu diễn tài nguyên khoáng sản của Qatar.

Nền kinh tế Qatar là một trong những nền kinh tế giàu nhất trên thế giới về GDP bình quân đầu người khi nước này đứng ở vị trí thứ sáu theo bảng xếp hạng thế giới của năm 2015 và 2016 được biên soạn bởi Ngân hàng Thế giới, Liên Hợp Quốc, và IMF.
Dầu thô và khí thiên nhiên được xem là trụ cột của nền kinh tế Qatar khi chiếm đến hơn 70% tổng doanh thu của chính phủ, hơn 60% tổng sản phẩm nội địa và gần 85% nguồn thu đến từ xuất khẩu. Qatar có trữ lượng khí đốt tự nhiên lớn thứ ba thế giới và là quốc gia xuất khẩu khí đốt tự nhiên lơn thứ hai thế giới.

## Ngành năng lượng
Trước khi xuất hiện ngành công nghiệp xăng dầu, Qatar là một quốc gia nghèo chủ yếu phụ thuộc vào nghề lặn ngọc trai. Việc thăm dò các mỏ dầu khí được bắt đầu thực hiện vào năm 1939. Năm 1973, sản lượng và doanh thu của ngành khai thác dầu mỏ tăng đáng kể, đưa Qatar ra khỏi hàng ngũ các nước nghèo nhất thế giới và biến nước này trở thành một trong những quốc gia có thu nhập bình quân đầu người cao nhất trên thế giới.
Nền kinh tế của Qatar bắt đầu suy thoái trong giai đoạn từ năm 1982 đến 1989. OPEC (Hiệp hội các nước xuất khẩu dầu mỏ) đưa ra hạn ngạch sản xuất dầu thô và giá dầu thấp hơn khiến triển vọng thu nhập từ dầu mỏ chung trên thị trường quốc tế bị giảm sút. Điền này khiến cho kế hoạch chi tiêu của chính phủ Qatar cũng phải được cắt giảm sao cho phù hợp với mức thu nhập đang bị giảm sút. Kết quả là môi trường kinh doanh địa phương suy thoái khiến nhiều công ty sa thải nhân viên nước ngoài. Kể từ sau khi nền kinh tế được phục hồi vào những năm 1990, dân số nước ngoài, đặc biệt là từ Ai Cập and Nam Á đã tăng trưởng trở lại.
Sản lượng dầu mỏ sẽ không thể duy trì được ở mức cao nhất là 500.000 thùng (80.000 m³) một ngày trong tương lai bởi lẽ các mỏ dầu được dự báo là sẽ cạn kiệt vào năm 2023. Tuy nhiên, trữ lượng khí đốt thiên nhiên lớn đều nằm ở ngoài khơi bờ biển phía đông bắc của Qatar. Những mỏ khí ngoài khơi này cũng có thể chứa trữ lượng dầu thô và nước ngưng đáng kể. Ví dụ Qatar Petroleum thuộc sở hữu nhà nước đã tìm thấy 2 mỏ dầu ngoài khơi vào những năm 1960 vào thời điểm mà chi phí sản xuất dầu mỏ quá đắt. Tuy nhiên, sự phát triển của công nghệ đã cải thiện đáng kể công việc sản xuất trong vòng hơn 30 năm sau đó.
Khí ngưng tụ có thể được tinh chế thành các sản phẩm dầu thông thường trong các nhà máy lọc dầu chuyên dụng. Chi phí tinh chế cao hơn một chút so với sản xuất dầu thô. Tuy nhiên, ngày nay các công ty cũng sử dụng khí ngưng tụ. Sản lượng khai thác dầu ngoài khơi năm 2008 đối với các khối PS-2 và PS-3 là khoảng 31,1 triệu thùng (84.995 b / d). Sản lượng dầu kết hợp từ ba cơ sở sản xuất liên doanh (PS-1, ALK, K & A) trong năm 2008 là 57,4 triệu thùng (156.873 b / d).. Giống với các mỏ khí khác, có nhiều lô ngoài khơi cần được khám phá và có tiềm năng làm tăng sản lượng dầu. Vì vậy mà sản lượng đỉnh điểm là 500.000 bpd và dự bào về sự cạn kiệt các mỏ dầu vào năm 2023 đều bị trì hoãn. Với việc giá dầu tăng, dự kiến việc khai thác các mỏ dầu ngoài khơi và khí đốt tự nhiên sẽ được tiếp tục. Sản lượng dầu trong tháng 6 năm 2016 đạt mức vào khoảng 670.000 thùng một ngày, giảm một chút so với sản lượng tháng 2 năm 2016 là 692.000 thùng một ngày. Nếu gộp lại toàn bộ các chất lỏng thì Qatar thậm chí đạt mức sản lượng vượt xa một triệu thùng một ngày.
Trữ lượng khí đốt của Qatar được cho là lớn thứ ba thế giơivowswi trữ lượng hơn 7000 km³ (250 nghìn tỷ feet khối). Nền kinh tế đã được thúc đẩy vào năm 1991 khi Qatar hoàn thành giai đoạn phát triển khí đốt giai đoạn I trị giá 1,5 tỷ USD. Năm 1996, dự án Qatargas bắt đầu đưa khí ga hóa lỏng (LNG) xuất khẩu sang Nhật Bản. Tuy nhiên thì các giai đoạn phát triển khí đốt khác của North Field đã tiêu tốn hàng tỷ Đô la khi dự án còn đang trong giai đoạn lập kế hoạch và phát triển khác nhau.
Các dự án công nghiệp nặng của Qatar đều có trụ sở tại Umm Said, bao gồm nhà máy lọc dầu với công suất 50.000 thùng (8.000 m³) một ngày, nhà máy phân bón cho urê và amonia, nhà máy thép và nhà máy hóa dầu. Tất cả các ngành công nghiệp đều sử dụng khí đốt làm nhiên liệu. Hầu hết các nhà máy này thuộc các liên doanh của công ty châu Âu, Nhật Bản và Tổng công ty Dầu khí Qatar (QGPC). Hoa Kỳ là nhà cung cấp thiết bị khai thác dầu khí chính cho Qatar và các công ty Mỹ cũng đang đóng một vai trò quan trọng cho sự phát triển ngành khai thác khí đốt của North Field. 890-Qatar đang mạnh mẽ theo đuổi một chương trình mang tên "Qatar hóa", theo đó thì tất cả các ngành công nghiệp liên doanh và các cơ quan chính phủ đều phải cố gắng đưa công dân Qatar vào các vị trí có quyền lực lớn hơn. Số lượng người Qatar được giáo dục ở nước ngoài, trong đó có nhiều người được giáo dục ở Mỹ, đang trở về nước để đảm nhận các vị trí chủ chốt trước đây mà người nước ngoài thường đảm nhận tại các công ty khai thác dầu mỏ. Ngoài ra, để có thể kiểm soát được làn sòng nhập cư đến từ nước ngoài, Qatar đã thắt chặt việc quản lý các chương trình nhân lực nước ngoài trong nhiều năm qua. An ninh là cơ sở chính để thiết lập các quy tắc và quy định nhập cư nghiêm ngặt của Qatar.

## Công nghiệp
Chính phủ coi công nghiệp là một phần không thể thiếu trong kế hoạch đa dạng hóa nền kinh tế và tối đa hóa trữ lượng khí đốt tự nhiên khổng lồ khi các mỏ khí đốt này đóng vai trò là nguyên liệu chính cho ngành công nghiệp quốc gia. Theo đó, các chính sách quy hoạch vô cùng tỉ mỉ đã được thi hành để phát triển ngành công nghiệp. Nhằm hướng tới xuất khẩu, sự phát triển được tập trung tại các cảng gần Khu công nghiệp Ras Laffan và Khu công nghiệp Mesaieed, đây là hai trung tâm năng lượng quan trọng của đất nước. Kết quả là nền công nghiệp của Qatar đã chứng kiến một sự tăng trưởng đáng kể trong những năm qua. Các công ty hoạt động trong ngành công nghiệp của Qatar(IQ) gồm có các nhà sản xuất hóa dầu, phân bón và thép đều là các công ty hàng đầu của khu vực và chỉ xếp sau Tập đoàn Công nghiệp Cơ bản Ả Rập (SABIC), nhà sản xuất hóa chất lớn nhất Trung Đông, về quy mô. Năm 2007, khu vực sản xuất chiếm tỷ trọng lớn thứ ba trong số các lĩnh vực phi dầu khí về cơ cấu GDP, tương đương với khoảng 7,5% GDP.
Sản xuất hóa dầu và phân bón cùng với thép và các vật liệu xây dựng khác chiếm một phần lớn trong cơ cấu ngành công nghiệp với trụ cột là Công ty vật liệu cơ sở (QPMC) và Qatar Steel. Thật vậy, trong vài năm qua, nhu cầu về vật liệu xây dựng đã trải qua một sự biến động lớn khi sự bùng nổ về kinh tế liên tục quét qua các quốc gia thuộc Vịnh Ba Tư. Nhưng cuộc khủng hoảng tài chính toàn cầu đã phá vỡ đáng kể nhu cầu trong khu vực, khi các dòng tín dụng đổ vào các dự án trở nên cạn kiệt và tâm lý nhà đầu tư ngày một thận trọng. Cuộc khủng hoảng trên thực tế đã tác động đến toàn bộ ngành công nghiệp công nghiệp của Qatar khi IQ chứng kiến lợi nhuận ròng giảm tới 90% trong quý IV năm 2008 so với cùng kỳ năm trước. Tuy nhiên trong số các ngành của Qatar thì ngành công nghiệp vẫn được coi là vận hành tốt nhất trong thời gian này và IQ vẫn đạt được mức lợi nhuận hàng năm là 2 tỷ Đô la. Một phần các khoản lợi nhuận từ những năm trước đã được chuyển vào lĩnh vực đầu tư, điều này sẽ giúp ngành này vượt qua cơn bão khủng hoảng. IQ là một ví dụ việc đẩy một số dự án mở rộng lớn có trị giá gần 6 tỷ Đô la tiến lên phía trước. Qatar dự kiến sẽ là một trong những nền kinh tế tăng trưởng nhanh nhất trong năm 2009 - hy vọng là nền kinh tế của quốc gia này sẽ đủ mạnh để giữ cho ngành công nghiệp đi đúng theo quỹ đạo với chiều hướng lên trên.

## Ngành tài chính
Ngành ngân hàng của Qatar đã phải xoay xở để thoát khỏi những tác động trực tiếp đến từ cuộc đại suy thái toàn cầu và đã tránh được những ảnh hưởng bởi các dư chấn của nó. Nhìn chung, đây là ngành nghề hoạt động tốt nhất trên thị trường Hội đồng Hợp tác vùng Vịnh trong quý cuối năm 2008 và hầu hết các ngân hàng đều đạt được mức lợi nhuận đáng kể trong năm 2008, tuy nhiên thì ngành nghề này cũng đang phải đối mặt với vấn đề đến từ tính thanh khoản làm giảm niềm tin của khách hàng và buộc phải miễn cưỡng cho vay. Trong một nỗ lực củng cố vị thế của các ngân hàng, Cơ quan Đầu tư Qatar (QIA) đã tuyên bố vào đầu năm 2009 rằng họ sẵn sàng mua từ 10-20% cổ phần của bất kỳ ngân hàng niêm yết địa phương nào muốn được bơm vốn mặc dù số lượng cổ phần được mua vào sau đó đã giảm xuống chỉ còn 5% và tăng thêm 5% vào cuối năm 2009.
Chính phủ Qatar cũng tuyên bố vào tháng 3 năm 2009 rằng họ đang lên kế hoạch mua danh mục đầu tư của các ngân hàng với hy vọng sẽ khuyến khích họ tiếp tục cho vay. Tâm lý thận trọng của ngành tài chính cũng bị ảnh hưởng bởi các hạn chế cho vay của Ngân hàng Trung ương Qatar (QCB) khi đòi hỏi tỷ lệ cho vay trên tiền gửi lên đến 90%. Với mức độ hội nhập cao của nền kinh tế của Qatar với các quốc gia thuộc khu vực Vịnh Ba Tư cũng như là với toàn thế giới, sự chậm lại trong hoạt động kinh doanh và ngành ngân hàng dường như là không thể tránh khỏi. Tuy nhiên, lĩnh vực ngân hàng của Qatar đã phát triển tương đối tốt nếu xem xét lại về các xung đột đã từng xảy ra ở các quốc gia khác, và những người trong cuộc tự tin rằng hoạt động của ngành sẽ trở lại với tốc độ phát triển nhanh chóng trong nửa cuối năm 2009 khi niềm tin dần được hồi phục trên toàn cầu.
Quỹ Tiền tệ Quốc tế trong một cuộc đánh giá của Quỹ vào mùa xuân năm 2019 cho rằng Qatar đã đạt được "thành công trong việc hấp thụ những cú sốc" đến từ sự phong tỏa cấm vận vào năm 2017 và sự kiện giá dầu giảm liên tiếp từ năm 2014 đến năm 2016. S&P Global đã từng đánh giá triển vọng kinh tế của Qatar thuộc hàng tiêu cực trong năm 2017 nhưng dự báo là sẽ ổn định trở lại vào năm 2019.
Vào tháng 8 năm 2019, Ngân hàng Trung ương Qatar tuyên bố rằng tăng trưởng kinh tế của đất nước sẽ chứng kiến sự tăng trưởng trong hai năm tới trong bối cảnh kỳ vọng về giá dầu sẽ trở nên ổn định giúp hoạt động xuất khẩu tiếp tục được phát triển mạnh mẽ. GDP dự kiến sẽ tăng trưởng với tốc độ trung bình 2,8% trong giai đoạn từ năm 2018-2020 cùng với việc thặng dư ngân sách sẽ giảm xuống từ mức 15,1 tỷ Riyal trong năm 2018 xuống còn 4,35 tỷ Riyal trong năm 2019.

### Tài chính hồi giáo
Lĩnh vực tài chính hồi giáo đã có sự phát triển trong các hoạt động vào năm 2008 và được dự kiến là sẽ tiếp tục phát triển vào năm 2009 khi các công cụ tài chính tinh vi hơn sẽ thu hút sự quan tâm của các nhà đầu tư. Ngoài các ngân hàng Hồi giáo như Ngân hàng Hồi giáo Qatar (QIB), Ngân hàng Hồi giáo Quốc tế Qatar (QIIB) và lính mới Masraf Al Rayyan, các ngân hàng thông thường từ trước đến nay đều tham gia vào hoạt động tuân thủ luật hồi giá shari'a và coi công ty con của Hồi giáo như là một vật thể ảo diệu cần thiết để duy trì vị thế thị trường. Các ngân hàng Hồi giáo hiện đang nắm giữ phần lớn các doanh nghiệp tuân thủ theo luật shari'a, mặc dù các ngân hàng thông thường đang nỗ lực để chiếm thị phần lớn hơn trong lĩnh vực này. Cả hai ngân hàng Hồi giáo và các công ty con của Hồi giáo đều đã làm rất tốt trong ba quý đầu năm 2008, trong đó hoạt động tài chính tổng thể tăng 70,6% so với cùng kỳ năm trước. Cuộc khủng hoảng tài chính toàn cầu đã làm chậm lại sự tăng trưởng này. Các điều kiện tồi tệ của thị trường cũng đã góp phần làm giảm đáng kể trái phiếu Hồi giáo, hay chứng chỉ sukuk, niêm yết trên thị trường chứng khoán trong năm 2008 tại khắp các quốc gia thuộc Vịnh Ba Tư. Tuy nhiên thì tại các phân khúc công cụ tài chính khác như bảo hiểm Hồi giáo, hay takaful, đều không xuất hiện một sự suy giảm tương tự. Nhìn chung, những thách thức đối với tăng trưởng vẫn còn, đó là những vấn đề trong việc thiếu nhân viên có trình độ để đáp ứng nhu cầu ngày càng tăng của các dịch vụ ngân hàng tuân thủ theo luật shari'a.

### Thị trường vốn
Giá trị vốn hóa thị trường của các công ty niêm yết tại Qatar được Ngân hàng Thế giới định giá vào khoảng 95,487 triệu Đô la vào năm 2007. Khi năm 2008 sắp kết thúc, không có thị trường vốn nào trên toàn cầu, kể cả ở Qatar, miễn nhiễm với các tác động của cuộc đại suy thoái. Điều đó nói lên sự lạc quan đáng kể của thị trường chứng khoán của Qatar và Thị trường Chứng khoán Doha (DSM) sẽ vẫn tương đối kiên cường trước tình trạng hỗn loạn đang diễn ra trên trường quốc tế. Thị trường chứng khoán Qatar đã đi theo một quỹ đạo giống như nhiều nơi khác trên toàn cầu khi đạt mức cao kỷ lục vào giữa năm 2008, trước khi chìm nghỉm và lặn xuống đáy vào cuối năm 2008 và đầu năm 2009. Từ tháng 12 năm 2006 đến tháng 7 năm 2008, Chỉ số DSM đã tăng khoảng 117% trước khi cuộc đại khủng hoảng tài chính toàn cầu đã xóa sạch hầu hết những khoản lợi nhuận này. Trong vài tháng đầu năm 2009, DSM đã mất khoảng 40% giá trị. Trong một nỗ lực để ngăn chặn tổn thất có nguy cơ còn tồi tệ hơn nữa, chính phủ đã tuyên bố vào tháng 2 năm 2009 rằng họ sẽ can thiệp vào nền kinh tế bằng cách mua cổ phiếu của các ngân hàng đang gặp khó khăn mà chiếm khoảng 10% vốn hóa trên thị trường. Động thái này đã giúp gia tăng sự lạc quan của nhà đầu tư trong kỳ vọng có thể ngăn thị trường lún sâu hơn nữa. Đề xuất thành lập một cơ quan quản lý thống nhất duy nhất vào đầu năm 2010 để giám sát tất cả các hoạt động tài chính và ngân hàng được xem là một bước phát triển đầy hứa hẹn và sẽ thay đổi ngành tài chính tốt hơn trong tương lai.

## Du lịch
Theo kế hoạch phát triển 5 năm đầy tham vọng của Cơ quan Triển lãm và Du lịch Qatar (QTEA), chính phủ sẽ hướng tới mục tiêu tăng số lượng khách từ 964.000 vào năm 2007 lên thành 1,5 triệu vào năm 2010. Khoản tài trợ cần thiết để đáp ứng mục tiêu này đều có đủ; trong năm 2008, tiểu bang đã phân phối khoảng 17 tỷ Đô la để phát triển du lịch cho đến năm 2014, phần lớn trong số đó được đầu tư cho các khách sạn, không gian triển lãm và cơ sở hạ tầng. Để theo kịp lượng khách tăng lên, chính phủ đặt mục tiêu tăng 400% công suất phục vụ của các khách sạn vào năm 2012. Ngoài hỗ trợ tài chính, chính phủ cũng đã nỗ lực giảm bớt các quy định về kinh doanh để tăng cường các hoạt động đến từ khu vực tư nhân. Khía cạnh chính của kế hoạch mở rộng này là Sân bay quốc tế Hamad với khả năng phục vụ tới 24 triệu hành khách sau khi hoàn thành giai đoạn thi công đầu tiên vào năm 2012.
Các phân khúc du lịch tích hợp khác nhận được sự tập trung đặc biệt đó là du lịch văn hóa với sự mở cửa công khai của Bảo tàng Nghệ thuật Hồi giáo Doha và du lịch thể thao, ban đầu được thúc đẩy bởi Đại hội Thể thao châu Á mà Qatar từng tổ chức vào năm 2006. Chính phủ dường như cam kết với các kế hoạch mở rộng dài hạn, tuy nhiên vẫn còn nhiều thách thức, bao gồm việc quảng bá hình ảnh một cách hiệu quả đến cộng đồng quốc tế cũng như ảnh hưởng của cuộc khủng hoảng tài chính đối với phương trâm du lịch trên toàn cầu.

## Vận tải
Với việc dân số tăng lên nhanh chóng và sự tăng trưởng kinh tế đáng kể trong thập kỷ qua, một mạng lưới giao thông rộng lớn và đáng tin cậy đang ngày càng trở nên cần thiết ở Qatar. Cho đến nay, chính phủ với tư cách là nhà phát triển mạng lưới giao thông chính, đã làm tốt trong việc bắt kịp nhu cầu cho các loại hình giao thông mới. Năm 2008, Cơ quan Công trình Công cộng (Ashghal), một trong những cơ quan giám sát sự phát triển của cơ sở hạ tầng, đã trải qua một cuộc cải tổ lớn để hợp lý hóa và hiện đại hóa chính quyền nhằm chuẩn bị cho việc mở rộng các dự án lớn trên tất cả các phân khúc thuộc lĩnh vực vận tải trong tương lai gần. Ashghal làm việc song song với Cơ quan Quy hoạch và Phát triển đô thị (UPDA), cơ quan này chuyên thiết kế và quy hoạch tổng thể hệ thống giao thông, được thành lập vào tháng 3 năm 2006 và dự kiến là sẽ hoạt động đến năm 2025.
Vì lái xe là phương thức vận tải chính ở Qatar, mạng lưới đường bộ là trọng tâm chính của kế hoạch. Các điểm nổi bật của dự án trong lĩnh vực này bao gồm Đường cao tốc Doha trị giá hàng tỷ Đô la và Đường cao tốc Qatar-Bahrain sẽ kết nối Qatar với Bahrain và Ả Rập Xê Út, được coi là một cột mốc quan trọng trong tiến trình kết nối khu vực. Các hình thức vận chuyển với quy mô lớn khác như tàu điện ngầm Doha, hệ thống đường sắt nhẹ và mạng lưới xe buýt rộng lớn cũng đang được phát triển để giảm bớt tình trạng tắc nghẽn đường bộ. Ngoài ra, hệ thống đường sắt đang được mở rộng đáng kể và sau cùng có thể góp phần tạo lên một mạng lưới rộng khắp GCC có thể kết nối tất cả các quốc gia Ả Rập giáp Vịnh Ba Tư. Sân bay cũng đang được mở rộng về mặt công suất để theo kịp lượng khách đang ngày một gia tăng. Các sân bay quốc tế như New Doha là một trong những dự án lớn nhất tại Qatar hiện nay và tự hào là có thể phục vụ tới 50 triệu hành khách sau khi được hoàn thành vào năm 2015. Cuối cùng, cơ sở hạ tầng cảng biển được coi là một phần không thể thiếu trong chiến lược phát triển kinh tế tập trung vào xuất khẩu LNG và các sản phẩm công nghiệp của Qatar. Cảng biển tại Mesaieed đang được mở rộng. Trong khi cuộc khủng hoảng tài chính có thể đặt ra những thách thức đối với việc phát triển cơ sở hạ tầng, tuy nhiên một khi tất cả các dự án được hoàn thành thì Qatar sẽ sở hữu một trong những cơ sở hạ tầng giao thông hiện đại và tiên tiến nhất trong khu vực.

## Xu hướng kinh tế vĩ mô
Qatar hiện là quốc gia giàu nhất thế giới tính theo đầu người. GDP bình quân đầu người danh nghĩa của quốc gia này từng đạt mức tăng trưởng cao kỷ lục trên thế giới là 1.156% trong thập niên 70. Mức tăng trưởng này nhanh chóng trở nên bất ổn định và GDP bình quân đầu người hiện tại của Qatar đã bị thu hẹp xuống chỉ còn tương đương với 53% so với thập niên 80. Nhưng nhu cầu dầu mỏ toàn cầu tăng đã giúp GDP bình quân đầu người hiện tại tăng 94% so với thập niên 90. Đa dạng hóa vẫn là một vấn đề dài hạn đối với nền kinh tế phụ thuộc vào tình hình kinh tế bên ngoài quá mức này.
Dưới đây là bảng tổng sản phẩm quốc nội của Qatar theo giá thị trường được ước tính bởi Quỹ Tiền tệ Quốc tế với số liệu được tính theo đơn vị triệu Rial Qatar.
| Năm  | Tổng sản phẩm quốc nội | tỷ giá trên USD  | Chỉ số lạm phát (2000=100) | Thu nhập bình quân đầu người (tính theo % của Hoa Kỳ) |
| ---- | ---------------------- | ---------------- | -------------------------- | ----------------------------------------------------- |
| 1980 | 28,631                 | 3.65 Riyal Qatar | 53                         | 266.18                                                |
| 1985 | 22,829                 | 3.63 Riyal Qatar | 64                         | 104.82                                                |
| 1990 | 26,792                 | 3.64 Riyal Qatar | 77                         | 67.85                                                 |
| 1995 | 29,622                 | 3.63 Riyal Qatar | 85                         | 55.75                                                 |
| 2000 | 64,646                 | 3.63 Riyal Qatar | 100                        | 86.03                                                 |
| 2005 | 137,784                | 3.64 Riyal Qatar | 115                        | 127.05                                                |

Chỉ dùng để so sánh ngang giá sức mua, Đô la Mỹ được trao đổi ở mức 3,67 Riyal Qatar. Tiền lương trung bình là 59,99 US$ mỗi giờ trong năm 2009.
Vào tháng 2 năm 2012, Ngân hàng Quốc tế Qatar đã báo cáo rằng GDP có mức tăng trưởng 19,9% trong năm 2011, nhưng lại dự báo rằng mức tăng trưởng trong năm 2012 sẽ chậm lại và chỉ còn 9,8%
Bảng dưới đây cho biết các chỉ số kinh tế chính trong giai đoạn từ năm 1980 đến 2017. Lạm phát dưới 2% được minh họa bằng màu xanh lá cây.
| Năm  | GDP (triệu US$ PPP) | GDP bình quân (US$ PPP) | Tốc độ tăng trưởng GDP (thực tế) | Tỷ lệ lạm phát (%) | Nợ chính phủ (% GDP) |
| ---- | ------------------- | ----------------------- | -------------------------------- | ------------------ | -------------------- |
| 1980 | 17.63               | 72,061                  | −1.0 %                           | 6.8 %              | không có số liệu     |
| 1981 | 18.5                | 69,897                  | −3.9 %                           | 8.5 %              | không có số liệu     |
| 1982 | 18.1                | 63,271                  | −8.2 %                           | 5.7 %              | không có số liệu     |
| 1983 | 17.8                | 58,114                  | −5.3 %                           | 2.7 %              | không có số liệu     |
| 1984 | 21.3                | 65,435                  | 16.0 %                           | 1.1 %              | không có số liệu     |
| 1985 | 19.2                | 55,602                  | −13.0 %                          | 1.1 %              | không có số liệu     |
| 1986 | 20.3                | 56,008                  | 3.7 %                            | 1.9 %              | không có số liệu     |
| 1987 | 21.0                | 55,604                  | 0.9 %                            | 4.5 %              | không có số liệu     |
| 1988 | 22.7                | 57,909                  | 4.7 %                            | 4.5 %              | không có số liệu     |
| 1989 | 24.9                | 60,973                  | 5.3 %                            | 4.8 %              | không có số liệu     |
| 1990 | 22.0                | 46,184                  | −14.6 %                          | 3.3 %              | 10.7 %               |
| 1991 | 22.4                | 46,095                  | −1.7 %                           | 3.0 %              | 17.6 %               |
| 1992 | 25.5                | 52,008                  | 11.3 %                           | 4.4 %              | 16.6 %               |
| 1993 | 25.7                | 52,284                  | −1.3 %                           | −0.9 %             | 37.5 %               |
| 1994 | 26.6                | 53,814                  | 1.4 %                            | 1.5 %              | 44.2 %               |
| 1995 | 27.9                | 55,576                  | 2.4 %                            | 3.0 %              | 42.3 %               |
| 1996 | 29.6                | 57,761                  | 4.4 %                            | 7.0 %              | 49.5 %               |
| 1997 | 39.1                | 73,926                  | 30.0 %                           | 2.7 %              | 48.0 %               |
| 1998 | 44.0                | 79,960                  | 11.2 %                           | 2.8 %              | 63.4 %               |
| 1999 | 46.6                | 81,438                  | 4.3 %                            | 2.2 %              | 74.4 %               |
| 2000 | 51.5                | 86,713                  | 8.0 %                            | 1.6 %              | 52.5 %               |
| 2001 | 54.7                | 89,419                  | 4.0 %                            | 1.6 %              | 59.1 %               |
| 2002 | 59.5                | 94,540                  | 2.5 %                            | 0.2 %              | 47.6 %               |
| 2003 | 63.0                | 95,393                  | 3.7 %                            | 2.2 %              | 39.0 %               |
| 2004 | 77.2                | 107,098                 | 19.2 %                           | 6.8 %              | 29.0 %               |
| 2005 | 85.6                | 104,243                 | 7.5 %                            | 8.9 %              | 19.2 %               |
| 2006 | 111.3               | 115,048                 | 26.2 %                           | 11.8 %             | 13.4 %               |
| 2007 | 134.8               | 117,000                 | 18.0 %                           | 13.7 %             | 8.9 %                |
| 2008 | 161.8               | 104,116                 | 17.7 %                           | 15.1 %             | 11.1 %               |
| 2009 | 182.5               | 111,364                 | 12.0 %                           | −4.9 %             | 32.4 %               |
| 2010 | 218.2               | 127,226                 | 18.1 %                           | −2.4 %             | 29.1 %               |
| 2011 | 252.5               | 145,724                 | 13.4 %                           | 2.0 %              | 33.5 %               |
| 2012 | 269.2               | 146,872                 | 4.9 %                            | 1.8 %              | 32.1 %               |
| 2013 | 285.6               | 142,543                 | 4.4 %                            | 3.2 %              | 30.9 %               |
| 2014 | 302.3               | 136,409                 | 4.0 %                            | 3.4 %              | 24.9 %               |
| 2015 | 316.4               | 129,805                 | 3.6 %                            | 1.8 %              | 34.9 %               |
| 2016 | 327.6               | 125,159                 | 2.2 %                            | 2.7 %              | 46.5 %               |
| 2017 | 340.6               | 124,529                 | 2.1 %                            | 0.4 %              | 54.0 %               |

Theo Quỹ Tiền tệ Quốc tế, hoạt động kinh tế của Qatar đã được cải thiện trong năm 2018 bất chấp lệnh cấm vận về kinh tế. Tăng trưởng GDP dự kiến sẽ tăng từ ngưỡng 2,2% vào năm 2018 lên thành 2,6% vào năm 2019.